# The Sugarcubes
The Sugarcubes (in islandese Sykurmolarnir) è stata una band musicale alternative rock islandese attiva dal 1986 al 1992, nota per aver avuto come leader la cantante Björk.

## Storia
I Sykurmolarnir si formano l'8 giugno 1986, lo stesso giorno in cui Björk dà alla luce il suo primogenito Sindri.
La band è formata da Björk, il marito Þór Eldon, il cantante e trombettista Einar Örn Benediktsson, il bassista Bragi Ólafsson, il batterista Sigtryggur Baldursson e il tastierista Friðrik Erlingson (presto sostituito da Einar Melax).

Sono l'evoluzione dei KUKL, gruppo goth-rock nato a sua volta dalla fusione di band come Tappi Tikkarrass, Purrkur Pillnikk e Þeyr, che avevano già collaborato insieme ad altri gruppi della scena punk-rock islandese nel documentario Rokk í Reykjavík uscito nell'aprile 1982.
Esordiscono con un EP intitolato Einn Mol' Á Mann, uscito in un'edizione limitata a 500 copie nel tardo 1986, ma raggiungono la notorietà nel 1987 quando il disc jockey britannico John Peel trasmette alla BBC il primo singolo Birthday, successivamente votato dagli ascoltatori come singolo dell'anno.
Nel 1987 i Sykurmolarnir, che nel frattempo hanno anglicizzato il loro nome in The Sugarcubes, firmano un contratto con l'etichetta inglese One Little Independent e la statunitense Elektra Records, e nel 1988 esce il loro primo album, Life's Too Good, dal quale vengono estratti i singoli Birthday (Ammæli in islandese), Motorcrash, Coldsweat e Deus.
Nel frattempo nascono le prime tensioni fra Einar Örn e Björk, che divorzia dal marito. Þór sposa poco tempo dopo la tastierista Margrét "Magga" Örnólfsdóttir, che sostituirà Einar Melax in tempo per le registrazioni del secondo album, mentre Bragi Ólafsson divorzia dalla moglie per sposare Einar Örn. La loro unione è considerata il primo matrimonio gay della storia della musica pop, ma si rivelerà una burla qualche tempo dopo.
Nel 1989 esce Here Today, Tomorrow, Next Week!, dal quale vengono estratti i singoli Regina e Planet, che raggiungono un discreto successo nelle classifiche indie del Regno Unito, ma fanno fiasco in quelle ufficiali. L'uscita dell'album viene seguita da un tour mondiale, e alla fine di esso i membri della band cominceranno a dedicarsi a progetti indipendenti. Il più rilevante è la collaborazione di Björk con il trio jazz islandese Tríó Guðmundar Ingólfssonar e la realizzazione dell'album Gling-Gló nel 1990, disco di platino in Islanda.

Nel febbraio 1992 esce l'ultimo album della band, Stick Around for Joy, apprezzato dalla critica. Il primo singolo estratto, Hit, diventa un successo, mentre Walkabout e Vitamin sono un flop.

Poco dopo la band si scioglie, e nell'ottobre dello stesso anno escono It's It, una raccolta di remix, e una ripubblicazione del primo singolo Birthday, anch'esso accompagnato da remix.
La band si ritroverà a suonare insieme un'ultima volta il 17 novembre 2006 a Reykjavík, per celebrare il ventesimo anniversario dalla nascita della band. Vengono inoltre raccolti fondi destinati all'organizzazione senza scopo di lucro Smekkleysa SM, che si occupa di sostenere e promuovere la musica islandese.

## Formazione
- Björk Guðmundsdóttir - voce, tastiere
- Einar Örn Benediktsson - voce, tromba
- Sigtryggur Baldursson - batteria
- Þór Eldon - chitarra
- Bragi Ólafsson - basso
- Margrét (Magga) Örnólfsdóttir - tastiere - 1989
- Einar Melax - tastiere - 1987-89. Sostituito da Margrét Örnólfsdóttir.
- Friðrik Erlingson - tastiere - 1986-87. Sostituito da Einar Melax.

## Discografia

### Album in studio
- 1988 - Life's Too Good
- 1989 - Here Today, Tomorrow, Next Week!
- 1992 - Stick Around for Joy

### Singoli
- 1989 - Regina